# 鮑登 (緬因州)
鮑登（英語：Bowdoin）是一個位於美國緬因州薩加達霍克縣的鎮。

## 人口
根據2020年美國人口普查的數據，鮑登的面積為112.87平方千米，當中陸地面積為112.56平方千米，而水域面積為0.31平方千米。當地共有人口3136人，而人口密度為每平方千米28人。